# عين (قسطلونة)
بلدية عين (بالإسبانية: Aín)‏، هي إحدى بلديات مقاطعة قسطلونة التي تقع في منطقة بلنسية في شرق إسبانيا. بلغ عدد سكانها 145 نسمة وفقاً لإحصائية سنة (2006).